# Suillus flavidus
Bolet jaunâtre, Bolet jaune des tourbières
Espèce
Statut de conservation UICN

 NT  : Quasi menacé
Suillus flavidus, le Bolet jaunâtre, est une espèce rare de champignon (Fungi) basidiomycète du genre Suillus. C'est une espèce quasi menacée. Il est caractérisé par ses teintes jaunâtres et son pied élancé.

## Taxonomie
Le nom correct complet (avec auteur) de ce taxon est Suillus flavidus (Fr.) J. Presl, 1846.
L'espèce a été initialement classée dans le genre Boletus sous le basionyme Boletus flavidus Fr., 1815.

### Synonymes
Suillus flavidus a pour synonymes :
- Boletopsis flavidus (Fr.) Henn., 1900
- Boletus flavidus Fr., 1815
- Ixocomus flavidus (Fr.) Quél., 1888
- Viscipellis flavida (Fr.) Quél., 1886
- Viscipellis flavida (Fr.) Quél., 1886

### Noms vulgaires et vernaculaires
Ce taxon porte en français les noms vernaculaires ou normalisés suivants : bolet jaunâtre, bolet jaune des tourbières.

## Description du sporophore

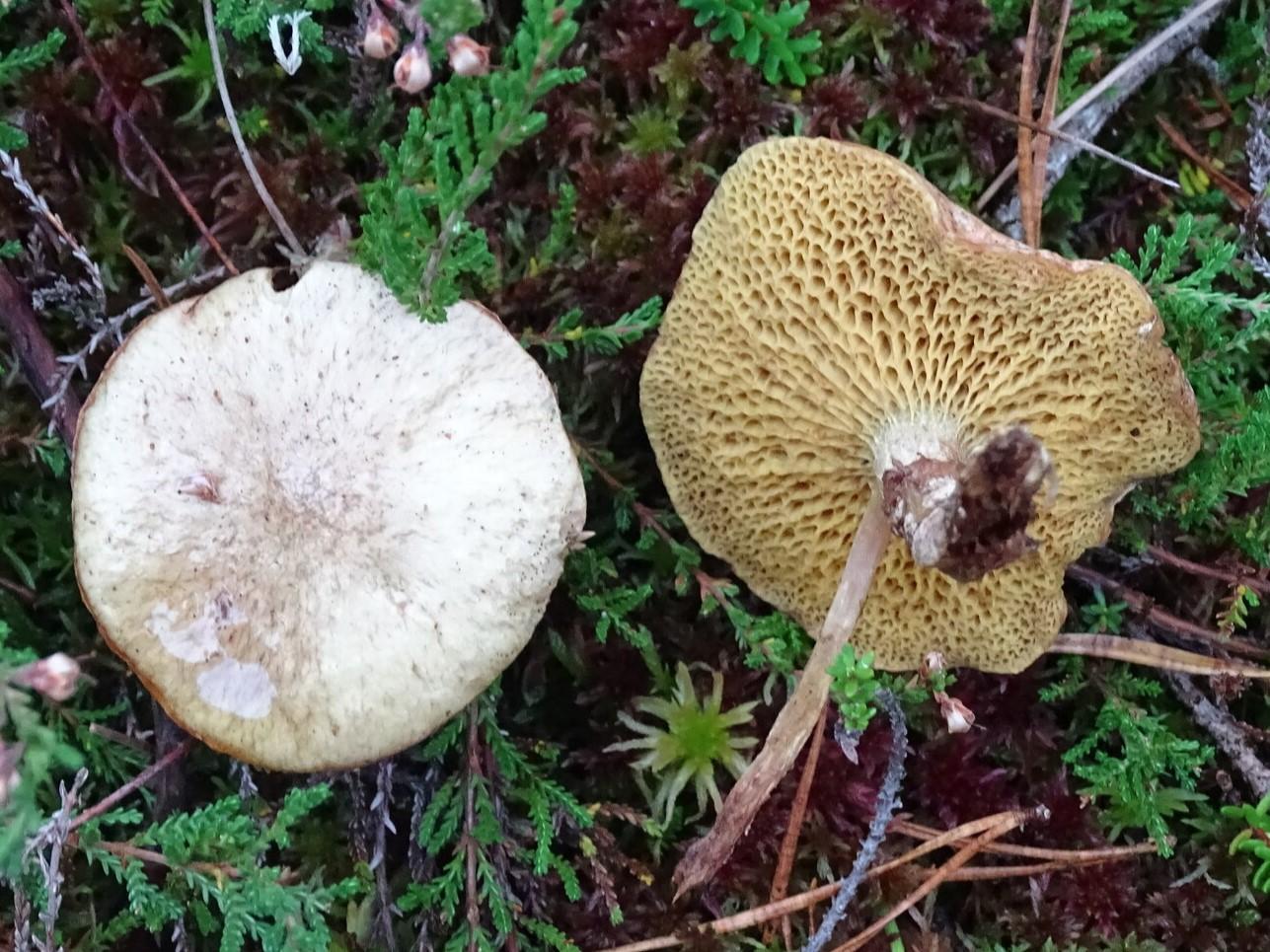
Deux sporophores de S. flavidus en Pologne.

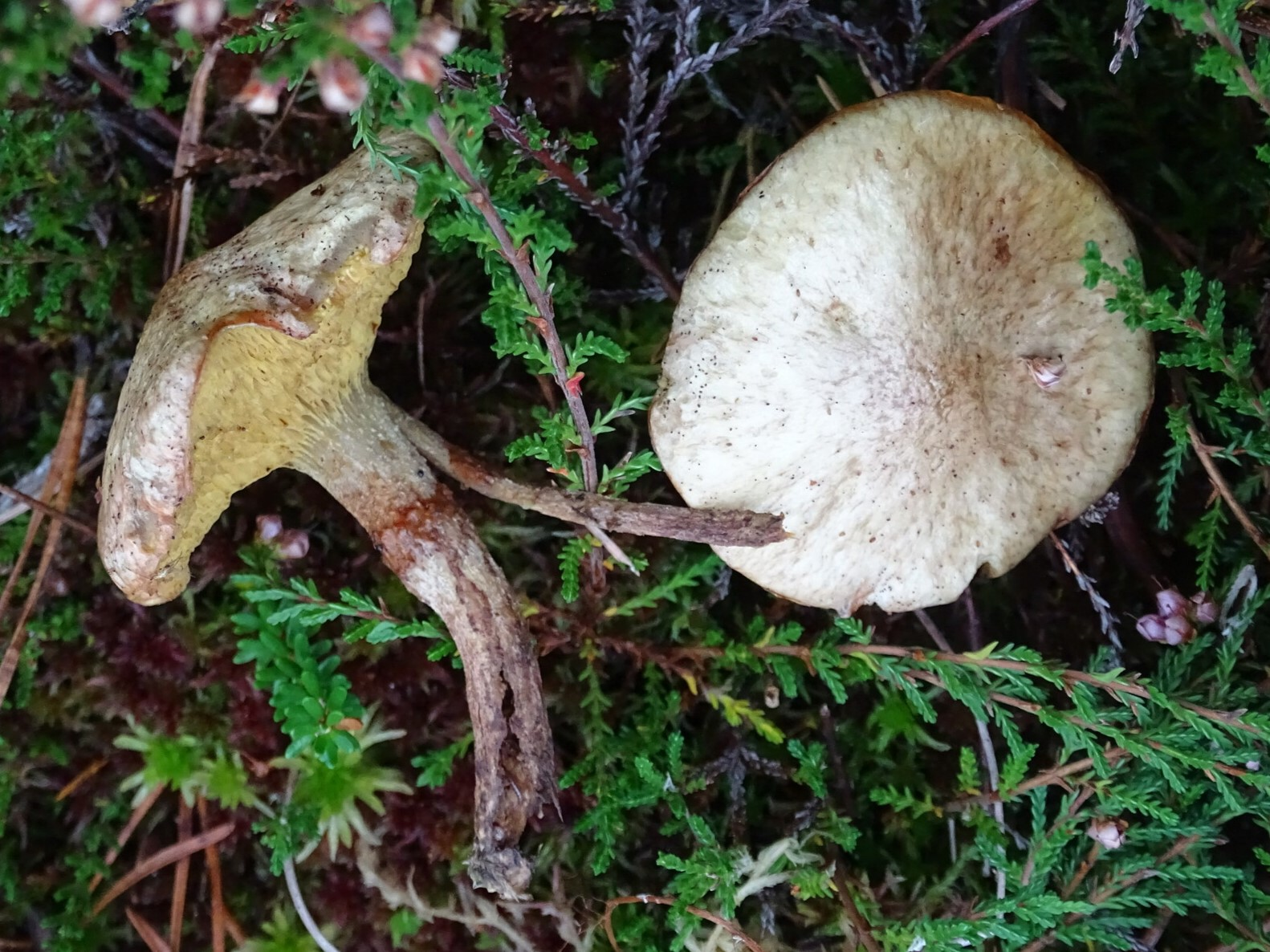
Autre angle.

Les bolets sont des champignons dont l'hyménophore, constitué de tubes et terminés par des pores, se sépare facilement de la chair du chapeau. Ce chapeau d'abord rond, recouvert d'une cuticule, devient convexe à mesure qu’il vieillit. Ils ont un pied (stipe) central assez épais et une chair compacte. Les caractéristiques de S. flavidus sont les suivantes :
Son chapeau mesure 3 à 8 cm, il est visqueux, jaune citrin, puis ochracé avec un petit reflet verdâtre.
L'hyménophore présente des tubes jaunes. Les pores sont amples, anguleux et jaunes.
Son stipe mesure 4 à 9 cm x 0,5 à 1,5 cm, il est jaune, visqueux, à anneau blanchâtre puis brun, ponctué au-dessus de l'anneau.
La chair est molle, crème et plus jaune dans la base du pied. Sa saveur est douce acidulée et son odeur est faible, agréable, un peu fruitée.

### Caractéristiques microscopiques
Ses spores mesurent 8 à 11 μm x 3,5 à 5 μm, elles sont elliptiques-fusoïdes.

## Variétés et formes
- Suillus flavidus f. megaporinus (Snell & E.A. Dick) Klofac, 2020

## Habitat et distribution

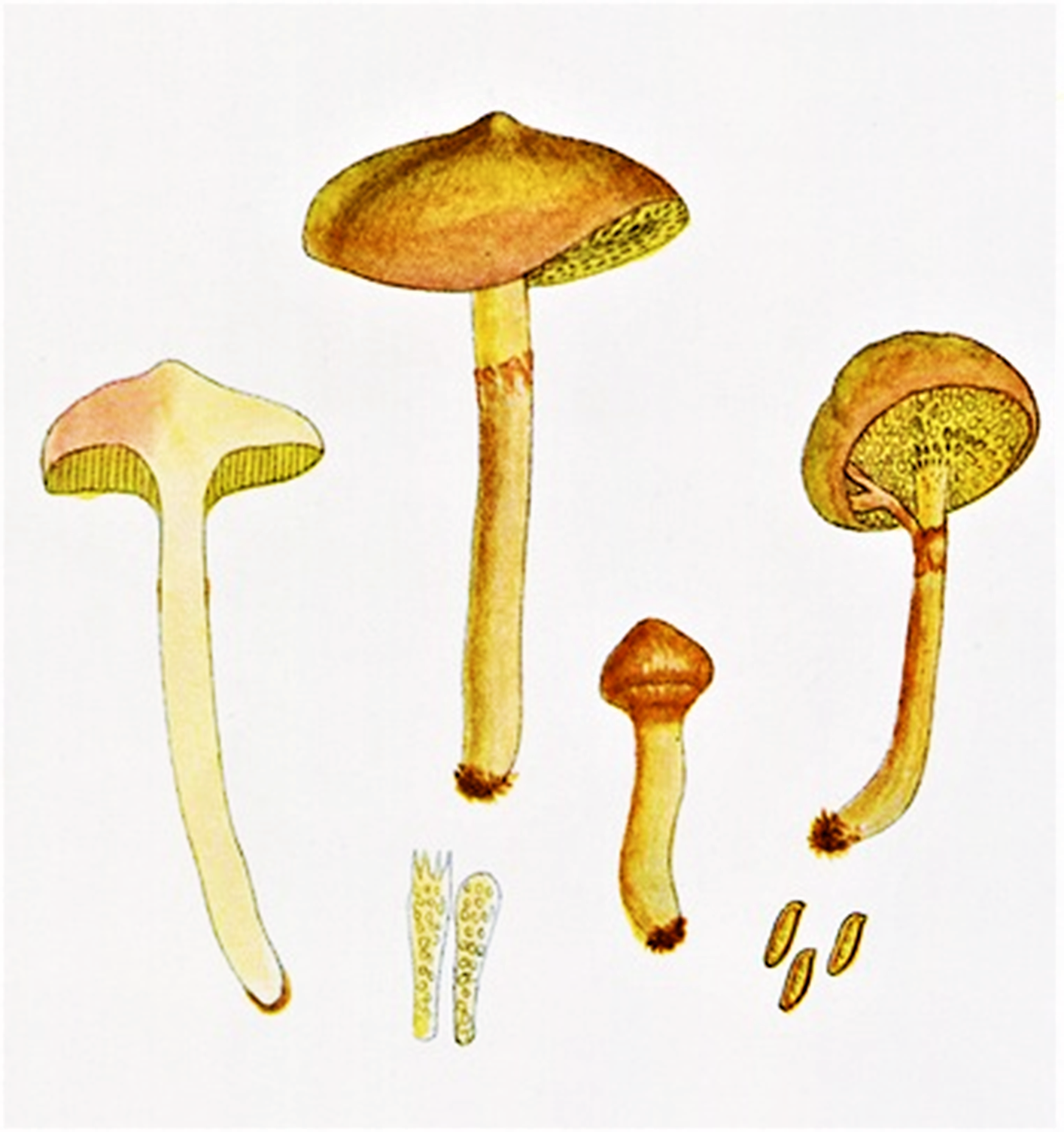
Illustration de Suillus flavidus par Giacomo Bresadola.

Il s'agit un champignon ectomycorhizien, poussant dans les tourbières et les marécages de montagne, sous pins.

## Statuts de conservation

### En France
Une étude, publiée en avril 2024, menée conjointement en France par l’UICN, l’OFB, le MNHN et l’AdoniF sur le statut de conservation dans le pays de plus de 250 champignons ; classe cette espèce Suillus flavidus dans la catégorie NT (quasi menacée) au niveau national.

#### Régional
- Auvergne-Rhône-Alpes : classement de cette espèce en catégorie NT (Quasi menacée) au niveau régional[7].
- Franche-Comté : classement de cette espèce en catégorie CR (En danger critique) au niveau régional[8].

## Comestibilité
Comme tous les bolets du genre Suillus, le Bolet jaunâtre est un comestible médiocre, plus au moins laxatif selon la tolérance individuelle, la quantité consommée et le degré de maturité des spécimens consommés. Pour cela il est préconisé de ne cueillir que des jeunes spécimens, de retirer le pied fibreux, de peler la cuticule et de consommer une quantité modeste la première fois pour évaluer sa propre tolérance aux effets laxatifs. Sa rareté devrait inciter à ne pas le consommer, il ne fait état d'aucune consommation traditionnelle ou occasionnelle notable, de sorte qu'il peut être considéré comme sans intérêt alimentaire .

## Confusions possibles
- Le Bolet jaune (Suillus luteus) vient également sous les pins et possède un anneau, mais son chapeau est sombre et ses pores sont serrés. Comestible réputé jeune, bien cuit.
- Le Bolet de Sibérie (Suillus sibiricus) a également des pores amples, un anneau, et son chapeau peut devenir tout jaune, mais ce dernier est couvert de mèches et il ne pousse que sous les pins cembro (Pinus cembra). Sans intérêt alimentaire jeune, bien cuit.
- Le Bolet hybride (Suillus bresadolae) a un chapeau brun-jaune, un anneau blanc qui jaunit, mais des pores gris ou gris-jaune rappelant ceux du Bolet gris des mélèzes (Suillus viscidus)[5]. Sans intérêt alimentaire jeune, bien cuit.